# Unterpetersdorf
Unterpetersdorf (ungarisch Alsópéterfa, kroatisch Dolnji Petrštof) ist eine Ortschaft in der Gemeinde Horitschon und liegt im nordöstlichen Bereich des mittleren Burgenlandes, das landschaftlich dem Oberpullendorfer Becken entspricht. Die Vielfalt der Landschaft mit ihren sanften Hügeln, die sich nach Osten gegen Ungarn hin verflachen und allmählich in die pannonische Tiefebene übergehen, wird hier im Norden vom Ödenburger Gebirge (550 m) abgegrenzt. Der Ort liegt im Goldbachtal auf 200 m Seehöhe, der höchste Punkt im südlichsten Teil des Hotters wird mit 290 m Seehöhe gemessen.
Unterpetersdorf gehört wie die Gemeinden Horitschon, Deutschkreutz, Raiding, Neckenmarkt und Lutzmannsburg zum Blaufränkischland.

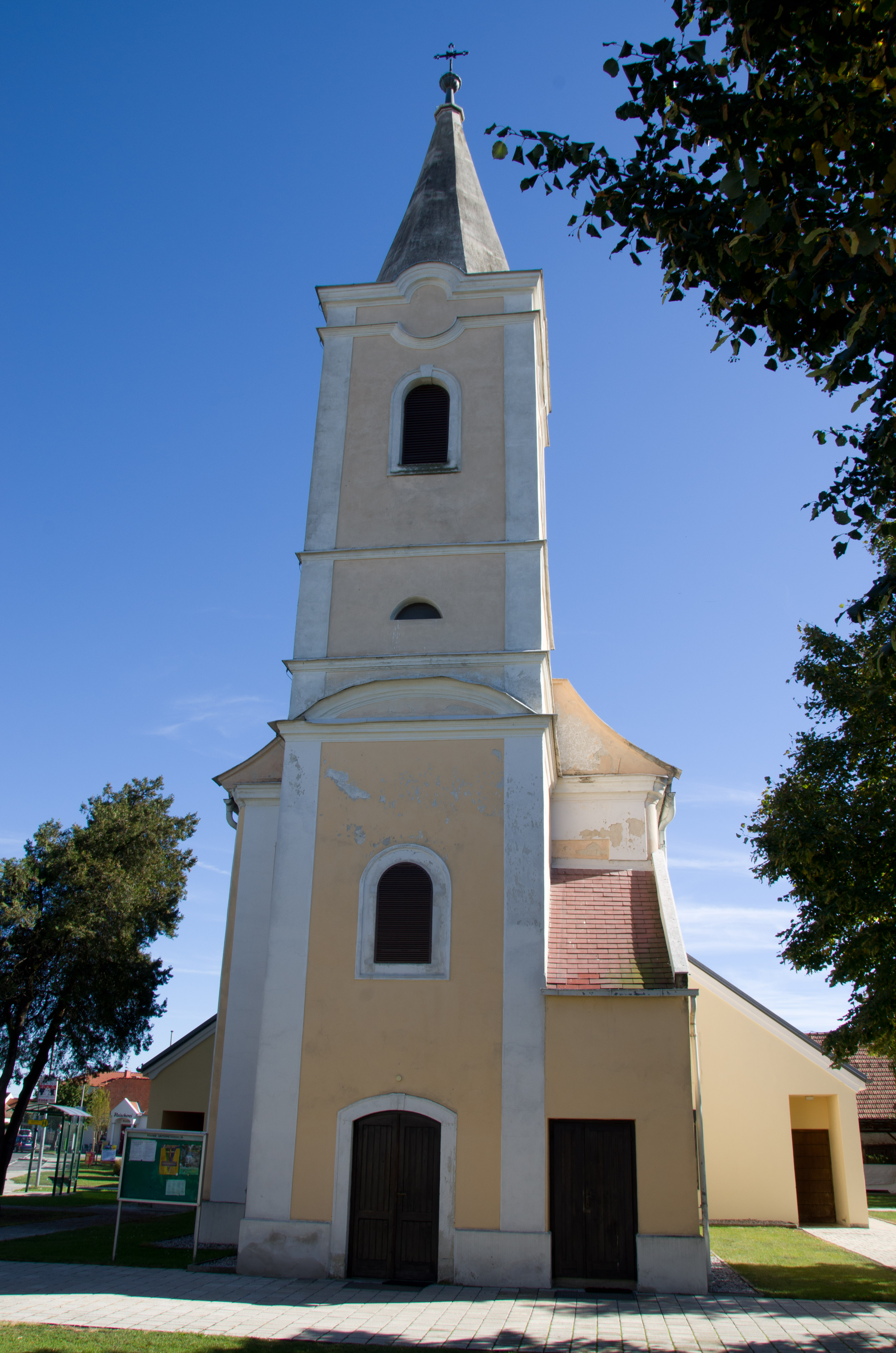
Die Pfarrkirche

## Klima
Das Oberpullendorfer Becken bildet im Schutze seiner Gebirgsumrahmung (Ödenburger Gebirge im Norden, Landseer Gebirge im Westen und Günser Gebirge im Süden) einen eigenen Klimabereich, wobei sich vom Westen nach Osten hin der Übergang vom alpinen zum pannonischen Klima vollzieht.

## Ortsname
Unter der Vielfalt an Schreibvarianten des Ortsnamens verbergen sich der deutsche Name Petersdorf – er liegt bereits der latinisierten Erstnennung „villa Petir“ 1245 zugrunde – sowie der ungarische Name Péterfava bzw. Péterfa, der sich als Übersetzung des deutschen Namens darstellt; seit dem frühen 18. Jahrhundert wurde der Ort in amtlichen Schriften der esterházyschen Verwaltung zur Unterscheidung von den gleichfalls in esterházyschen Verwaltung befindlichen gleichnamigen Ort in der Herrschaft Kobersdorf (Oberpetersdorf) oft Unterpetersdorf (Alsó Péterfalva) genannt, die Formen Niederpetersdorf bzw. Klein Petersdorf wurden nur gelegentlich verwendet. Im Umgangssprachgebrauch des Dorfes und der Umgebung blieb die Form Petersdorf (meist verwendet im Dialekt) bis zum heutigen Tag lebendig.

## Sehenswürdigkeiten
- Pfarrkirche Unterpetersdorf: klassizistische Kirche von 1788.